# موودنگک
موودنگک (به لاتین: Młodnik) یک روستا در لهستان است که در گمینا موروو واقع شده‌است.